# Renzo Piano
Renzo Piano (Genova, 14. rujna 1937.) je jedan od najplodnijih talijanskih modernih arhitekata i jedan je od najznačajnijih autora suvremenih djela moderne arhitekture; dobitnik Pritzkerove nagrade za arhitekturu (1998.), poznat i kao jedan od prvih autora visokog modernizma (High-tech arhitektura).

## Životopis
Renzo Piano je rođen u obitelji graditelja i svoju strast za arhitekturu duguje ocu. Od 1962. do 1964. god. studirao je na Sveučilištu u Firenci, a diplomirao je 1964. god. na Milanskom politehničkom veleučilištu, gdje je od 1965. do 1968. god. radio i kao predavač. Podrška oca i brata mu je omogućila da odmah nakon diplomiranja započne istraživati nove materijale i tehnologije. Na studijskim putovanjima u Velikoj Britaniji i SAD-u, upoznao je Louisa Kahna koji ga je pozvao u svoj slavni arhitektonski ured Kahn u Philadelphiji kao pripravnika (1965. – 70.).
Tijekom predavanja na Milanskom politehničkom veleučilištu i na Školi udruženja arhitekata (Architectural Association School) u Londonu sprijateljio se s Richardom Rogersom. Njih su dvojica u Parizu osnovali zajednički ured, nakon što su pobijedili na natječaju za izgradnju Centra Georges Pompidou (poznat i kao Bobur, 1971. – 1977.).
God. 1977. Renzo Piano je s inženjerom i dobrim prijateljem Peterom Riceom osnovao zajednički ured L'Atelier Piano & Rice, koji je djelovao do Riceove smrti 1993. god. Počevši od 1980., studio je pretvoren u Building Workshop s uredima u Parizu i Genovi, a novo ime je trebalo posebno naglasiti prirodu zajedničkog timskog rada.
Tijekom izgradnje dijela Potsdamer Platza u Berlinu, Piano je tamo također osnovao svoj ured. Trenutno upravlja studijima u Genovi, Parizu i New Yorku, koji su ujedinjeni pod imenom Renzo Piano Building Workshop (RPBW), u kojemu skupina od oko 150 arhitekata, inženjera i drugih stručnjaka radi zajedno već godinama.
Magda Arduino je bila Pianova prva supruga i dugotrajna podrška s kojom je imao troje djece: Carlo, Matteo i Lia. Od 1992. god. oženjen je za arhitekticu Emiliju Rossato (Milly).
God. 1990. dobio je Orden zasluga Republike Italije, a 1998. godine i Pritzkerovu nagradu, koja se često naziva i „Nobelovom nagradom za arhitekturu”.   UNESCO-ov je ambasador dobre volje, a 2008. god. postao je počasnim građaninom Sarajeva

## Djela
Prije centra Pompidou, Piano je 1973. god. u Parizu završio uredske zgrade tvrtke B&B Italia. S Peterom Riceom je od 1977. god. izveo brojne projekte kao što su Okružni laboratorij za urbanu obnovu u Otrantu, Italija (1979.) i Muzej kolekcije Menil u Houstonu, Teksas (1981. – 86). Sudjelovao je i u planiranju velikih projekata kao što su terminal zračne luke Kansai u Osaki u Japanu (1988. – 94.) i transformacija Porto Antico („Stare luke”) u svom rodnom gradu Genovi.
Reputaciju kao arhitekta muzeja nastavio je projektima kao što su: Zaklada Beyeler u Riehenu kod Basela, Kulturni centar Tjibaou u Nouméi na južnopacifičkom otoku Nova Kaledonija, Centar skulptura Nasher u Dallasu (Texas), Muzej znanosti NEMO u Amsterdamu (2000.), te Centar Paul Klee u Bernu (2005.). Također je u Italiji izveo dvije velike polivalentne javne prostorije, Auditorium Paganini u Parmi i Auditorium Parco della Musica u Rimu (1994. – 2002.).
U New Yorku je izveo više poslovnih objekata, uključujući proširenje knjižnice Pierpont Morgan Library (2003. – 06.) i Zgradu New York Timesa (New York Times Building, 2007.). God. 2009. projektirao je opsežno proširenje Umjetničkog instituta u Chicagu, tzv. Modern Wing („Moderno krilo”) koji ima tzv. „leteći tepih” (sjenilo koje „lebdi” iznad krova) i čelični most koji povezuje Milenijski park s terasom skulptura koja vodi u restoran na njegovom trećem katu. Njegovi nedavni projekti uključuju The Shard u Londonu, najviši neboder u Europi visine 310 metara (otvoren 6. srpnja 2012.), te Centro de Arte Botín (Santander, Španjolska) koji bi trebao biti „primjerom međunarodne kulture i obrazovanja putem razvoja kretivnosti kroz umjentost”.
Projektovao je i mnoge nogometne stadione, mostove, a dizajnirao je i automobile. God. 1994. dizajnirao je i sat Jelly Piano (GZ159) za tvrtku Swatch; inspiriran dizajnom centra Pompidou, ovaj sat se odlikuje potpunom prozirnošću tako da se vidi njegov unutarnji mehanizam.
Renzo Piano se smatra vrhunskim arhitektom građevinarstva jer su njegove brojne zgrada diljem svijeta izvedene s različitim materijalima i vještinama u području tehnologije izgradnje. U svim svojim projektima koristi visoke tehnologije za animiranje svjetla tako da poštuje okoliš i olakšava integraciju projekta s prirodom. Piano je umjetnik koji koristi inovativne konstruktivne tehnike samo kao alat kako bi stvorio udobne, čvrste i ekološke zgrade. Zbog toga je Pianov pristup vrlo raznolik u smislu arhitektonskih stilova, jer dizajn podređuje funkciji i značaju zgrade.
- Brod za krstarenje Pacific Jewel (1990.)
- Muzej moderne umjetnosti Astrup Fearnley, Oslo, Norveška (1993.)
- Debis-Haus, Potsdamer Platz u Berlinu (1993.-97.)
- Zaklada Beyeler, Riehen, Basel, Švicarska (1994.-97.)
- Centar Paul Klee, Bern (2005.)
- Weltstadthaus („Kuća svjetskog blaga”), tržni centar u Kölnu, Njemačka (2005.)
- New York Times Building, New York (2007.)
- Modern Wing, Umjetnički institut u Chicagu (2009.)
- Los Angeles County Museum of Art, Los Angeles (u izgradnji od 2003.)

## Vanjske poveznice
- Renzo Piano Building Workshop, službene stranice
- Biografija na stranicama Pritzkerove nagrade  Arhivirana inačica izvorne stranice od 9. prosinca 2011. (Wayback Machine) (engl.)
- Profile na GreatBuildings.com